# Предов крст
Предов крст је предео нетакнуте природе, већим делом под режимом заштите I степена, обухвата делове атара насеља Растиште и Јагоштица на планини Тари, у оквиру НП Тара, на територији општине Бајина Башта.
Као туристички локалитет лоциран је у изолованом западном и југозападном делу НП Тара, на око 1.080 м.н.в. Ово „срце” НП Тара представља спојницу планина Таре, Звијезде и Црног врха. На предовом крсту налазе се Ловачки дом, Лугарница НП Тара, Планинарска кућа, који су изграђени у стилу традиционалног народног градитељства. Подручје је електрифицирано од 1981. године и покривено мрежом фиксне телефоније, а водоснабдевање је индивидуално.

## Туристичка зона
Туристичка зона Прдов крст је дифинисана Просторним планом подручја посебне намене НП Тара и Мастерс планом развоја туризма за планину Тару. Налази се у оквиру просторно-функционалне целине Висока Тара и обухвата крајњи западни део планине, тј. простор НП ограничен током реке Дрине и кањоном Дервенте. Због положаја (део простора у оквиру I и II зоне заштите) има ограничене могућности туристичке експлоатације. Погодан је за организацију туризма специјалних интереса (са нагласком на еколошки туризам и планинарење), руралног и ловног туризма. 
За посетиоце је урађена пешачка стаза Биљешка стијена. Насеље Јагоштица са очуваним амбијеталним и етнографским обележјима, представља специфичан туристички потенцијал. Зона располаже са два смештајна капацитета Ловачкакућа и Планинарски дом, који се најчешће користе за смештај у ловном туризму, због близине ловних терена.

## Ловачка кућа
Ловачка кућа је зграда у власништву НП Тара, грађен је у периоду од 1980. до 1987. године, по пројекту архитеката Петра Бадовинца и Злате Јарић. Располаже рестораном са 60 места, дневним боравком, терасом са 200 места и озиданим ложиштем и роштиљем. Смештајни блок има два апартмана, пет двокреветних и две трокреветне собе са укупно 24 лежаја.

## Планинарски дом
Планинарски дом се налази у близини Ловачкe куће, подигнут је 1999. године, према идејном решењу архитекте Петра Бадовинца, већим делом је изгорео 2011. године, услед удара грома. На истом месту НП Тара гради објекат по истоветној пројектној документацији: објекат од дрвета постављен на каменом темељу са улазним тремом и масивним стубовима. На средишњем делу чеоне стране је висока кула квадратне основе, наткривена четвороводним кровом са истуреним прозорима и капићем у функцији оџака. Кров је покривен шиндром. У приземљу је ресторан, кухиња, дневни боравак и пратеће просторије, на спратном делу две шестокреветне и четири четворокреветне собе.